# Euphorbia melanadenia
Euphorbia melanadenia är en törelväxtart som beskrevs av John Torrey och Asa Gray. Euphorbia melanadenia ingår i släktet törlar, och familjen törelväxter. Inga underarter finns listade i Catalogue of Life.